# Axel Unnerbäck
Reine Axel Söderström Unnerbäck, tidigare Axelsson, född 10 mars 1938 i S:t Lars församling, Linköping, är en svensk orgelforskare. Han har samarbetat med orgelforskaren Einar Erici.

## Biografi
Unnerbäck föddes 1938 i Linköping och var son till byggmästaren Axel Karlsson.  Under sina unga år hade han inte mycket kontakt med kyrkan mer än någon julotta. Det var under sin uppväxt han fick kontakt med instrumentet orgeln. När han hade tagit studenten flyttade han till Stockholm för att läsa konsthistoria på Stockholms högskola. Under studietiden gjorde Unnerbäck utlandsresor till bland annat Frankrike, Italien och Ryssland. Efter dessa studier fortsatte han att läsa etnologi och senare musikvetenskap för docent Martin Tegen. Med dessa tre ämnen fick han en filosofie kandidat.
1970 skrev Unnerbäck sin doktorsavhandling Ållonö som handlade om studier kring östgötska 1600-talsslott.
1959 blev han ett kärlekspar med Göran Söderström och  1995 ingick de, som första paret i Sverige, registrerat partnerskap. De gifte sig 2009.

### Artiklar i Orgelforum
- 2006:3 - Leufsta bruks orgel restaurerad
- 2007:4 - Halmstaduppropet: en tvivelaktig aktion
- 2008:1 - Något om Johan Lund och den nyrestaurerade orgeln i Kvarsebo kyrka
- 2009:1 - P. Z. Strands orgel i Ramnäs nära undergång - men räddad till nytt liv
- 2010:3 - Tjällmoorgeln 300 år
- 2017:4 - Jonas Ekengren: stolmakare och instrumentfabrikör

### Artiklar i Kyrkomusikernas tidning
- 2004 - Med perspektiv på perspektiven
- 2004 - Düben-orgeln i Tyska kyrkan har återuppstått.

### Övriga artiklar
- 1981 - Recension av: Strängnäs domkyrka.
- 1992 - 700 år i kyrkans tjänst
- 1992 - Kulturmiljövård och orgelklang.
- 1997 - Orgeln i Tyska kyrkan - orgeln i Övertorneå
- 1999 - Historic organs and organ restoration practice in Sweden in the 20th century.
- 2000 - Historico-cultural evaluation - a necessary basis for the selection, care and documentation of historic buildings.
- 2000 - Ett förslösat Stockholm mellan Söder och Norrmalm.
- 2000 - The preservation and restoration of old organs in Sweden.
- 2000 - Recension av: Olsson, Birger: Olof Hedlund, orgelbyggare.
- 2000 - George Woytzig, organ builder in Stockholm: new findings regarding a group of Swedish baroque organs (tillsammans med Carl-Gustaf Lewenhaupt)
- 2002 - The Cahman tradition and its German roots
- 2003 - Klassisk klangskönhet på tröskeln till romantiken.
- 2003 - En lång resa i tid och rum.
- 2003 - Magnifikt konstverk i bevarad kulturmiljö.
- 2003 - Lagskyddet för kyrkor och kyrkliga inventarier i Sverige